# Nicotiana obtusifolia

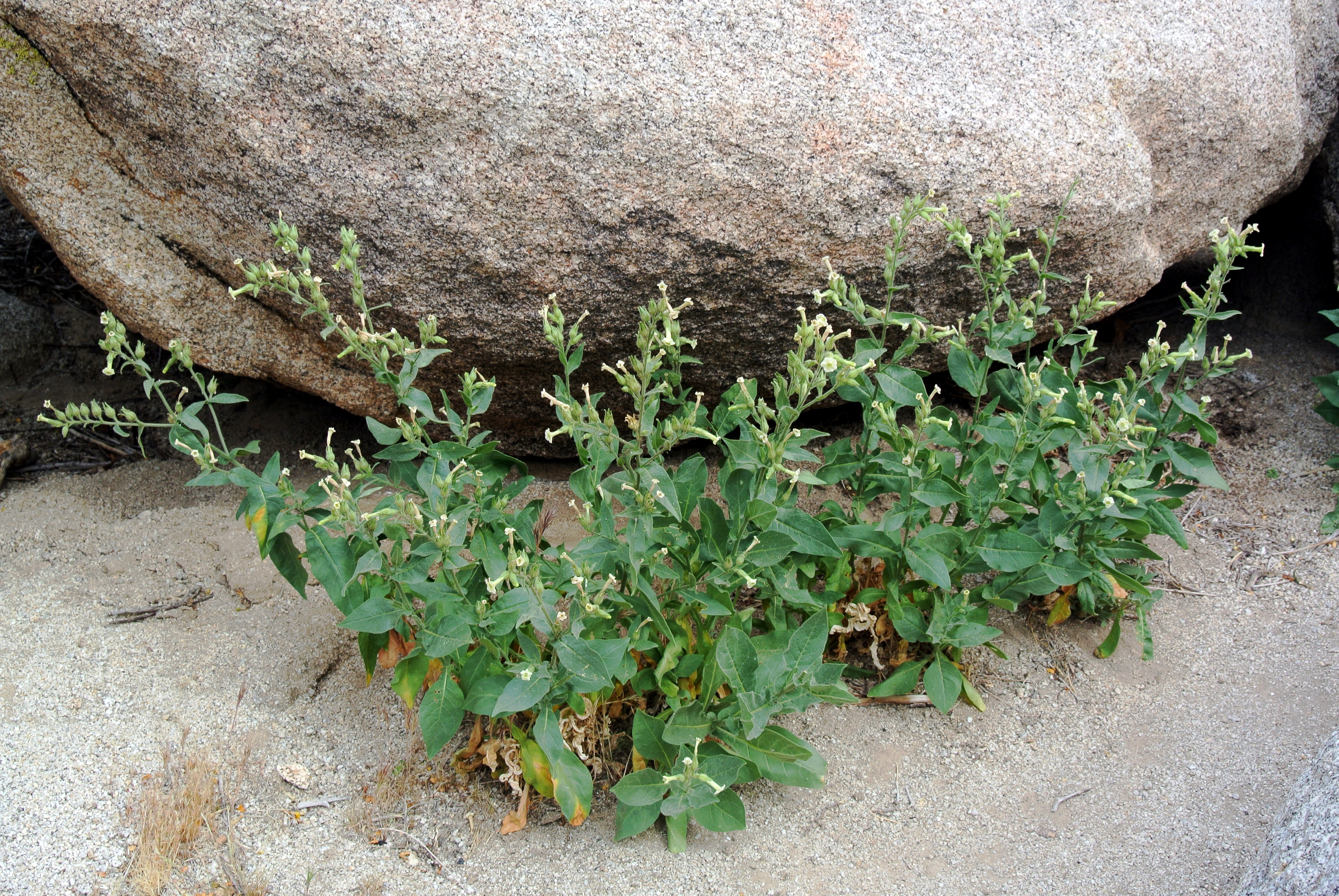
Nicotiana obtusifolia im Anza-Borrego Desert State Park in Kalifornien

Nicotiana obtusifolia ist eine Pflanzenart aus der Gattung Tabak (Nicotiana) in der Familie der Nachtschattengewächse (Solanaceae).

## Beschreibung
Nicotiana obtusifolia ist eine ausdauernde, drüsig behaarte, 20 bis 80 Zentimeter hoch werdende Pflanze. An der Basis ist sie etwas verholzend. Die Laubblätter sind 2 bis 10 Zentimeter lang, im unteren Bereich der Pflanze kurz gestielt und eiförmig bis umgekehrt eiförmig, nach oben hin werden sie mehr oder weniger schmal eiförmig und den Stängel umfassend.
Die Blütenstände werden von linealisch bis lanzettlich geformten Tragblättern begleitet, deren Länge kleiner als 20 Millimeter ist. Der Blütenkelch ist 10 bis 15 Millimeter lang, die Kelchzipfel sind gleichgestaltig, schmal dreieckig und in etwa genauso lang wie die Kelchröhre. Die Krone ist mehr oder weniger trichterförmig, grün-weiß oder matt weiß. Kronröhre und Kronschlund besitzen zusammen eine Länge von 15 bis 26 Millimetern, der Kronsaum ist 8 bis 10 Millimeter lang. Die Staubblätter sind ungleichgestaltig und setzen nahe der Basis der Kronröhre an.
Die Frucht ist eine 8 bis 10 Millimeter lange Kapsel.
Die Chromosomenzahl beträgt 2n = 24.

## Verbreitung und Standorte
Die Art wächst in den Vereinigten Staaten in der Wüste östlich der Sierra Nevada bis nach Utah, Texas und außerdem in Mexiko. Sie ist in Höhenlagen unterhalb 1600 Metern in steinigen oder felsigen Auswaschungen zu finden.

## Systematik
Innerhalb der Gattung Nicotiana wird Nicotiana obtusifolia in die Sektion Trigonophyllae eingeordnet. Es wird angenommen, dass vor etwa 1 Million Jahren die allopolyploide Sektion Polydicliae aus den Vorfahren von Nicotiana obtusifolia als männliche Elternart und den Vorfahren von Nicotiana attenuata als weibliche Elternart entstanden ist.

## Nachweise
1. 1 2 3 4  Michael H. Nee: Nicotiana obtusifolia. In: Jepson Flora Project, Jepson eFlora, 2012. Abgerufen am 6. September 2012.
2. ↑  Nicotiana obtusifolia bei Tropicos.org. In: IPCN Chromosome Reports. Missouri Botanical Garden, St. Louis
3. ↑  James J. Clarkson et al.: Phylogenetic relationships in Nicotiana (Solanaceae) inferred from multiple plastid DNA regions. In: Molecular Phylogenetics and Evolution, Band 33, 2004. S. 75–90. doi:10.1016/j.ympev.2004.05.002
4. ↑  K. Yoong Lim et al.: Sequence of events leading to near-complete genome turnover in allopolyploid Nicotiana within five million years. In: New Phytologist, Band 175, Ausgabe 4, 2007. doi:10.1111/j.1469-8137.2007.02121.x